# Sloanea carrenoi
Sloanea carrenoi là một loài thực vật có hoa trong họ Côm. Loài này được Steyerm. miêu tả khoa học đầu tiên năm 1976.